# Caranguejola
A caranguejola, ou sapateira, (Cancer pagurus) é um crustáceo decápode, braquiuro, da família dos cancrídeos, da costa atlântica rochosa da Europa. A carapaça de exemplares maduros mede entre 11 cm e 25 cm de comprimento especialmente nos machos. A altura da desova ocorre entre novembro e janeiro. Tal espécie tem importância moderada na indústria pesqueira e é utilizada na alimentação humana. Não confundir com santola (Maja squinado) também conhecida pelos nomes de burro, cava-terra e centola.